# Waldo Riva
Waldo de Riva (* 10. März 1905 in Lugano; † 1. September 1987 ebenda; heimatberechtigt in Lugano) war ein  Schweizer Jurist und Politiker (KVP). Er war Schweizer Statthalter des Ritterordens vom Heiligen Grab zu Jerusalem.

## Biografie
Waldo Riva, Sohn des Politikers Antonio Riva, studierte Rechtswissenschaften an den Universitäten München, Rom und Bern, wo er 1928 mit dem Lizenziat abschloss. 1931 wurde er an der Universität Bern zum Dr. iur. promoviert. Im selben Jahr erwarb er das Fürsprecher- und Notariatspatent. Er war als Anwalt und Notar in Lugano tätig. Riva hatte verschiedene Verwaltungsratsmandate inne, wie für die Schweizer Niederlassungen von Alfa Romeo und Banco di Roma. Er war Mitglied der Schweizerischen UNESCO-Kommission. Von 1949 bis 1959 war er Präsident des Aero-Clubs der Schweiz. Riva war Stabschef der Grenzbrigade 9 der Schweizer Armee.
Er war von 1953 bis 1981 Statthalter der Schweizerischen Statthalterei des Ritterordens vom Heiligen Grab zu Jerusalem. 

## Politik
Riva war Gemeinderat (1928–1958) und Stadtrat (1958–1964) in seiner Heimatstadt Lugano. Von 1931 bis 1963 gehörte er dem Grossen Rat des Kantons Tessin an, den er 1959/60 präsidierte. Ausserdem war er von 1943 bis 1947 und 1951 Nationalrat.
Er war Konsul der Bundesrepublik Deutschland im Kanton Tessin.